# Monophyllus redmani
Monophyllus redmani is een zoogdier uit de familie van de bladneusvleermuizen van de Nieuwe Wereld (Phyllostomidae). De wetenschappelijke naam van de soort werd voor het eerst geldig gepubliceerd door Leach in 1821.

## Voorkomen
De soort komt voor in Cuba,  op Hispaniola, de Bahama's en Jamaica.